# Super NES CD-ROM
Super NES CD-ROM System, também chamado de SNES-CD, e nos Estados Unidos de Super Famicom CD-ROM Adapter, foi um protótipo de periférico de leitor de CD para o SNES. O complemento desenvolvido com base na funcionalidade do SNES baseado em cartucho, adicionando suporte a um formato baseado em CD-ROM conhecido como Super Disc. A plataforma SNES-CD foi desenvolvida em parceria entre Nintendo e Sony. A plataforma foi planejada para ser lançada como um complemento para o SNES padrão, além de um console híbrido da Sony chamado PlayStation (apelidado de "Nintendo PlayStation" para diferenciá-lo do console posterior da Sony com o mesmo nome), semelhante ao Twin Famicom da Sharp e ao TurboDuo da NEC. Outra parceria com a Philips produziu alguns jogos com temas da Nintendo para a plataforma CD-i, em vez do SNES-CD. A Sony promoveu de forma independente seus desenvolvimentos em seu próprio console independente, que acabou herdando o nome do PlayStation e atuaria como principal concorrente do sucessor de cartuchos do Super NES, o Nintendo 64.
Embora o SNES-CD jamais tenha sido lançado, a experiência foi decisiva para todas a partes. Após o fracasso colossal do caro e fraco CD-i, a Philips percebeu que o mercado dos games era muito mais complexo do que ela imaginava. Já a Nintendo concluiu que usar CDROMs em consoles ainda seria algo bastante distante e não teria benefícios a curto prazo em seus aparelhos - especialmente pensando nos tempos de carregamento - e decidiu manter os cartuchos como mídia principal do Nintendo 64. Enquanto isso, a Sony foi quem se deu melhor em toda essa turbulenta história. Aproveitando a experiência adquirida com a Nintendo, ela decidiu levar adiante o projeto da "Estação de Jogo" anunciada em 1991, mas abandonando qualquer compatibilidade com mídias da Nintendo, e concebeu, em 1994, o PlayStation.